# Ляхов, Воля Николаевич
Во́ля Никола́евич Ля́хов (17 июля 1925, Уссурийск — 19 марта 1975, Москва) — советский искусствовед, основоположник советской теории книжного дизайна.

## Биография
Родился в семье офицера. Учился два года в Московском высшем техническом училище имени Баумана, затем поступил в Московский полиграфический институт, который окончил в 1951 году. Преподавал в этом же институте, с 1969 года заведовал кафедрой художественно-технического оформления печатной продукции (ХТОПП). В 1955 году защитил кандидатскую диссертацию «Некоторые вопросы оформления внешних элементов советской книги», а за 6 дней до смерти — докторскую «Теоретические проблемы искусства книги (Очерки теории книжного искусства)» (написана в 1969—1973 годах). Составитель альбома-монографии «Советский рекламный плакат 1917—1932» (М.: Советский художник, 1972), автор ряда художественно-критических статей о советских художниках книги.
Среди учеников Ляхова — Владимир Рывчин.

## Научная деятельность
Теоретические взгляды Ляхова на книжный дизайн выражены в его книгах:
- «Оформление советской книги: Суперобложка, переплёт, обложка, форзац». — М.: Книга, 1966.
- «Очерки теории искусства книги». — М.: Книга, 1971.
- Искусство книги: Избранные историко-теоретические и критические работы. — М.: Советский художник, 1978.

В представлении Ляхова оформление книги подчинено не художественной, а функциональной задаче: «Генеральной задачей книжного искусства… является не традиционное художественное оформление книги, а интенсивная комплексная разработка её как организации, как функциональной формы» («Очерки теории искусства книги»). Развивая эту же мысль в статье «Структурная модель книги и перспективы её применения» (1970), Ляхов писал:

Никто не сомневается, что текст — важнейшая часть книги (…) Но вряд ли можно сегодня, на фоне острейших противоречий, грозящих гибелью книге, именно книге, а не текстовому её содержанию, которое без больших потерь может передаваться и в некнижных формах, упускать из поля зрения её как комплексный объект. Речь должна идти о построении модели книги (…) Книга должна рассматриваться в первую очередь под углом её основной, коммуникативной функции. Практический смысл предполагаемой модели ясен: она должна помочь обнаружить в природе книги те качества, которые выгодно отличают её от других средств массовых коммуникаций.

«Абсолютно современной, более того — остро необходимой при нынешнем положении в книжном дизайне» называет в 2002 году эту статью Ляхова Елена Герчук. В 2015 году наследию Ляхова была посвящена научно-практическая конференция.